# Sylvan Richardson
Sylvan Richardson (Lambeth, 1965) is een Britse gitarist, componist en masseur, bekend als gitarist van Simply Red.

## Biografie
Na het tweede album Men and Women en een succesvolle wereldtournee, verliet Richardson de band na te zijn ontnuchterd door de sector. Daarna studeerde hij compositie in New York. Richardson ging aan het werk met acts als Andy Sheppard en de meidengroep Cleopatra en vele anderen als sessiebassist en bandleider. Richardson had zijn eigen band The Sylvan Richardson Band, die op dat moment in Manchester verblijft. In zijn vrije tijd geniet hij van squash en kung fu.
Na een training tot masseur, had hij in 2009 een gastoptreden in de BBC comedy quizshow Would I Lie to You?, waarin hij openbaarde, dat hij de masseur was van de wielrenner Sir Chris Hoy. Op 19 juli 2010 werd Richardson benoemd tot de nieuwe masseur van Liverpool FC, waar hij bijvoorbeeld Steven Gerrard, Dirk Kuijt en Ryan Babel onder handen nam. Een aantal jaren later stopte hij daar, om zich geheel te wijden aan zijn in 2013 gestarte praktijk in Cheshire.